# Máximo
Máximo (ur. 8 listopada 1980) – meksykański luchador.

## Osiągnięcia
- Consejo Mundial de Lucha Libre
  - CMLL World Heavyweight Championship (1 raz)[2]
  - CMLL World Trios Championship (1 raz) – z Marco Corleone i Rush[3]
  - Mexican National Trios Championship (1 raz) – z El Sagrado i El Texano Jr.[4]
  - La Copa Junior (2014 VIP)[5]
  - CMLL Torneo Nacional de Parejas Increibles (2015) – z El Terrible[6]
- Pro Wrestling Illustrated
  - 57 miejsce w PWI 500 w 2015 roku[7]
- Wrestling Martín Calderón
  - WAR City Exotico Championship (1 raz)[8]